# Jack White (basquetebolista)
Jackson "Jack" Thomas White (Traralgon, 5 de agosto de 1997) é um jogador australiano de basquete profissional do Denver Nuggets da National Basketball Association (NBA) e no Grand Rapids Gold da G-League.
Ele jogou basquete universitário pelo Duke Blue Devils.

## Primeiros anos
Natural de Traralgon, White jogou basquete no Australian Institute of Sport em Camberra, onde foi recrutado por vários programas da Divisão I da NCAA. Em 2016, ele foi convocado para jogar pelo Cairns Taipans da National Basketball League (NBL) devido a lesões.

## Carreira universitária
White jogou basquete universitário pelo Duke Blue Devils por quatro temporadas. Ele foi escolhido para ser o capitão da equipe em seus últimos dois anos. Em sua terceira temporada, White teve média de 20,5 minutos em um time que apresentava os 3 melhores jogadores na classe de recrutamento de 2018: Zion Williamson, RJ Barrett e Cam Reddish. Em seu último ano, ele teve médias de 3,1 pontos e 2,9 rebotes.

## Carreira profissional

### Melbourne United (2020–2022)
Em 15 de julho de 2020, White assinou um contrato de três anos com o Melbourne United da National Basketball League (NBL).

### Denver Nuggets (2022–Presente)
Em julho de 2022, White foi para os Estados Unidos para se juntar ao Denver Nuggets para a Summer League. Em 19 de julho de 2022, ele assinou um contrato bilateral com os Nuggets.

## Carreira na Seleção
White representou a Austrália em muitos torneios internacionais nas categorias de base. Ele ganhou a medalha de prata na Copa do Mundo Sub-17 de 2014 em Dubai. Na Copa do Mundo Sub-19 de 2015 em Heraklion, White teve médias de 8,3 pontos e 3,9 rebotes. Em 2019, ele ajudou sua equipe a conquistar a medalha de bronze na Summer Universiade na Itália.
White fez sua estreia na Seleção Australiana principal na terceira janela das eliminatórias asiáticas para a Copa do Mundo de 2023. Ele teve médias de 10 pontos e 7,3 rebotes e teve um alto desempenho contra a China com 16 pontos e 14 rebotes.

## Estatísticas da carreira

### Universitário
| Ano      | Equipe   | PJ  | PT | MPJ  | AP   | 3P   | LL    | RT  | AS | BR | TO  | PPJ |
| -------- | -------- | --- | -- | ---- | ---- | ---- | ----- | --- | -- | -- | --- | --- |
| 2016–17  | Duke     | 10  | 0  | 6.1  | .667 | .500 | .800  | 1.3 | .1 | .1 | .2  | 2.1 |
| 2017–18  | Duke     | 28  | 0  | 5.7  | .409 | .167 | 1.000 | 1.5 | .3 | .3 | .2  | .8  |
| 2018–19  | Duke     | 35  | 3  | 20.5 | .359 | .278 | .852  | 4.7 | .7 | .6 | 1.1 | 4.1 |
| 2019–20  | Duke     | 30  | 7  | 15.6 | .388 | .327 | .722  | 2.9 | .8 | .7 | .7  | 3.1 |
| Carreira | Carreira | 103 | 10 | 11.9 | .455 | .318 | .843  | 2.6 | .4 | .4 | .5  | 2.5 |

Fonte: